# Status Quo (zespół muzyczny)
Status Quo – brytyjski zespół rockowy, założony przez Alana Lancastera i Francisa Rossiego w Londynie w 1962 roku jako „The Spectres”.
Spośród nielicznych grup powstałych w latach 60. i wciąż istniejących, Status Quo cieszy się popularnością, szczególnie w Wielkiej Brytanii, gdzie uważany jest niemal za instytucję narodową. Na brytyjskiej scenie muzycznej zespół jest jednym z najstarszych i najaktywniejszych, równocześnie utrzymując popularność w pozostałych częściach świata.
W ciągu trwającej ponad 50 lat kariery zespół dorobił się obszernej dyskografii, w znacznej mierze zawdzięczając swą sławę stosunkowo prostej technice gry na gitarach elektrycznych, połączeniu hard rocka i boogie oraz energicznym występom na żywo.
Status Quo jest twórcą rekordowej liczby utworów umieszczonych na brytyjskiej liście przebojów – od 1968 było ich ponad 60.

## Historia

### Pierwsze lata (1962–1966)
Początki zespołu sięgają 1962 roku, kiedy Francis Rossi i Alan Lancaster, wówczas grający w jazzowej orkiestrze Sedgehill Comprehensive School w Beckenham, sformowali grupę o nazwie Scorpions (wkrótce przemianowaną na The Spectres). Rossi i Lancaster grali rock and rolla, inspirując się muzyką popularnych w tamtych czasach wykonawców, takich jak The Shadows. Ich pierwszy koncert odbył się w Samuel Jones Sports Club w Dulwich w południowym Londynie.
Rok później do grupy dołączyli: perkusista John Coghlan oraz klawiszowiec Roy Lynes. W tym czasie The Spectres zaczęli pisać własne utwory, występując w londyńskich pubach, gdzie zyskali reputację awangardy w środowiskach beatowych. W 1965 r. podczas koncertu w Butlin’s Minehead poznali gitarzystę Ricka Parfitta, który wówczas grał w mało znanej grupie The Highlights, używając pseudonimu Rick Harrison. Parfitt i Rossi zostali przyjaciółmi, jednak na razie kontynuowali kariery osobno, planując współpracę w przyszłości.
18 lipca 1966 The Spectres podpisali pięcioletni kontrakt z wytwórnią Piccadilly Records i wydali kilka singli: „I (Who Have Nothing)”, „Hurdy Gurdy Man” oraz „(We Ain’t Got) Nothin’ Yet” (ten ostatni w 1967 r. – był to cover grupy Blues Magoos), nie odnosząc jednak sukcesu komercyjnego.
Umiarkowane powodzenie sprawiło, że w 1967 r. zespół postanowił zmienić styl muzyczny, kierując się w stronę psychodelii. Zmieniono również nazwę na Traffic, a później na Traffic Jam, by uniknąć pomyłek związanych z zespołem Traffic Steve’a Winwooda, założonym w tym samym roku. Wydano też nowy singel „Almost but Not Quite There”, który podobnie jak poprzednie nagrania nie zyskał dużej popularności.

### Sukces i upadek (1967–1984)
W drugiej połowie 1967 r. Rick Parfitt postanowił opuścić swój zespół z powodu nieporozumień z pozostałymi członkami i w listopadzie (niektóre źródła podają rok 1968) dołączył do Traffic Jam jako drugi gitarzysta. Po tej zmianie grupa ponownie została przemianowana – na The Status Quo. Nagrała też nowy singel – „Pictures of Matchstick Man”. Utwór powstał w niecodziennych okolicznościach – Rossi miał napisać większą jego część w łazience, gdzie zamknął się po kłótni z żoną.

„Pictures of Matchstick Man” odniósł długo oczekiwany sukces, głównie za sprawą pierwszego występu zespołu w telewizji (w programie Top of the Pops), osiągając 7. miejsce na brytyjskiej liście przebojów. Nagły wzrost popularności zaowocował wkrótce intensywną trasą koncertową, podczas której zespół po raz pierwszy odwiedził między innymi Argentynę (gdzie singel dotarł do 1. miejsca), Brazylię, Meksyk, a także zagrał 16 koncertów w Stanach Zjednoczonych, wpisując się w zjawisko tzw. brytyjskiej inwazji lat 1960.
„Pictures of Matchstick Men” stał się jednym z najpopularniejszych utworów muzyki psychodelicznej, a w Stanach Zjednoczonych do dziś jest najlepiej sprzedającym się singlem Status Quo. We wrześniu 1968 r. został wydany pierwszy album zespołu (utrzymany w podobnej stylistyce jak wspomniany singel), Picturesque Matchstickable Messages from the Status Quo. Cieszył się on sporym powodzeniem, głównie za sprawą „Pictures of Matchstick Man”, a także kolejnego singla, „Ice in the Sun”, który osiągnął 8. miejsce na brytyjskiej liście.
Album Spare Parts, wydany w następnym roku, nie zdołał powtórzyć sukcesu swego poprzednika, podobnie jak poszczególne promujące go single. Słuchaczom nie spodobały się nowe, orkiestrowe aranżacje, a krytycy zaczęli określać The Status Quo zespołem jednego przeboju. Muzycy czuli się skrępowani żądaniami wytwórni płytowej, która nie tylko domagała się kolejnego przeboju utrzymanego w identycznej stylistyce, ale także narzucała im kolejność utworów czy ubiór podczas koncertów.
Reakcją zespołu była kolejna zmiana kierunku muzycznego. Ponownie dokonano też, tym razem kosmetycznej, zmiany nazwy, porzucając przedimek The – od tego momentu grupa występowała pod krótszą nazwą Status Quo. Nowy styl zbliżony był do boogie rocka (cięższa odmiana blues-rocka). Zmianie uległ też wizerunek muzyków, którzy zaczęli odtąd nosić długie włosy, poszarpane koszule i podarte dżinsy. Był to całkowity przewrót, jednak stanowił on rezultat długotrwałych poszukiwań, które po kilku miesiącach pracy przyniosły efekty – mniej złożona muzyka zaczęła się lepiej sprzedawać.
Tak drastycznym zmianom sprzeciwiali się kierownicy z wytwórni płytowej, którzy uważali, że nie mogą one iść w parze z komercyjnym powodzeniem. Zespół był jednak przekonany o słuszności swego wyboru i nie zmienił zdania, decydując się pod koniec 1971 r. na opuszczenie Pye Records.
Francis Rossi opisuje ten okres następująco:

Zaczęliśmy wtedy naprawdę ciężko pracować. Graliśmy nawet sześć, siedem nocy w tygodniu, prawie zawsze w różnych lokalach. Zarabialiśmy kilka funtów za występ, ale publiczność za każdym razem była bardziej żarliwa, co nam dawało siłę, by robić to dalej.

Rick Parfitt dodaje:

Nasz powrót do sukcesu odbywał się stopniowo i bez wsparcia ze strony wytwórni, która nie wierzyła w nasze zmiany. To dzięki publice wiedzieliśmy, że poszliśmy właściwą drogą!

Ważna dla zespołu okazała się postać Boba Younga, młodego pisarza i poety, który poza grą na harmonijce podczas koncertów zaczął również pisać dla nich teksty utworów, współtworząc w ten sposób wiele przebojów. Był też menedżerem grupy do 1980 r.
Widząc, że nowy styl muzyczny pozostawia niewielkie pole popisu dla jego instrumentu, grający do tej pory na organach Roy Lynes postanowił opuścić zespół w 1970 r. Pozostały kwartet (Rossi, Parfitt, Lancaster, Coghlan) miał występować w niezmienionym składzie aż do połowy lat 80. Ostatecznie wytwórnia Pye Records dała się przekonać i zaczęła organizować intensywne trasy koncertowe na terenie Wielkiej Brytanii. Nie zmieniło to jednak decyzji zespołu, który w 1972 r. podpisał umowę z Vertigo Records.
Od tego momentu grupa sama zajęła się produkcją swoich nagrań, rozpoczynając długie pasmo sukcesów: wszystkie 14 albumów wydanych w latach 1972–1982 dostało się do najlepszej piątki w brytyjskich zestawieniach, w tym 4 na pierwsze miejsce. Równym powodzeniem cieszyły się single, takie jak „Paper Plane” (1972), „Caroline” (1973), „Down Down” (pierwsze miejsce na liście przebojów w Wielkiej Brytanii – grudzień 1974), „Rockin’ All Over the World” (7 mln sprzedanych kopii w 1977 ) czy „Whatever You Want” (1979). Dzięki tym ciągłym sukcesom zespół mógł zbudować silne relacje z publicznością, zwłaszcza angielską.
Wielki wpływ na sukcesy zespołu miało jego zaangażowanie w koncerty. Wydany w 1977 r. pierwszy album koncertowy Live!, nagrany podczas występu w The Apollo w Glasgow w październiku 1976 r., nie tylko został dobrze odebrany przez krytyków, ale również miał wysoką sprzedaż na całym świecie w momencie wydania (3. miejsce w Wielkiej Brytanii, platynowa płyta w wielu krajach) i wciąż uważany jest za jeden z najlepszych tego typu albumów w historii rocka.
W 1976 r. zespół zrealizował cover utworu Beatlesów, „Getting Better” na potrzeby dokumentu muzycznego „All This and World War II”. W tym samym roku rozpoczęła się współpraca z Andym Bownem, klawiszowcem, byłym członkiem grup The Herd i Judas Jump, który nie był jednak oficjalnie wymieniany na okładkach albumów (mimo że brał udział w ich nagrywaniu) aż do 1982 r.
Status Quo był pierwszym zespołem rockowym, który zaczął na większą skalę tworzyć powiązania między przemysłem muzycznym a wielkim biznesem. W 1976 r., promując album Blue for You, podpisano kontrakt z firmą Levi Strauss & Co., w efekcie czego zespół wystąpił ubrany w niebieskie dżinsy na dziesiątkach tysięcy plakatów w całej Wielkiej Brytanii. Od tej pory rock i wielkie marki komercyjne stały się nierozłączne.

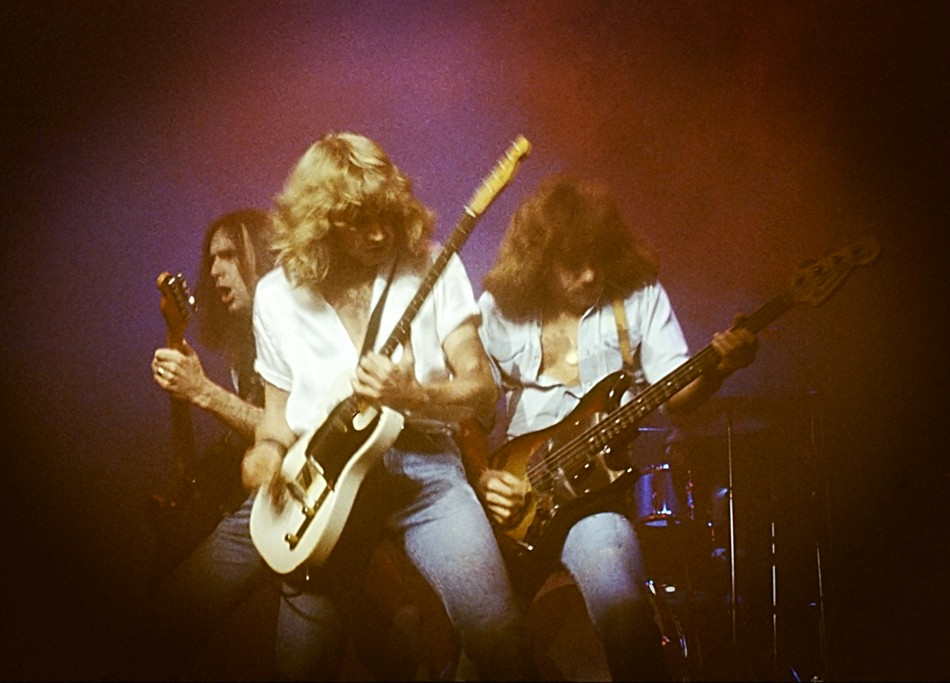
Status Quo podczas koncertu w Hammersmith Odeon, Londyn 1978. Od lewej: Rossi, Parfitt, Lancaster.

Na początku lat 80., dzięki takim singlom jak „What You’re Proposing” czy „Something 'Bout You Baby I Like” zespół wciąż utrzymywał popularność. Niemniej po latach stabilizacji wewnątrz grupy zaczęły się pojawiać konflikty, podsycane dodatkowo przez nadużywanie narkotyków.
Pierwszym ciosem dla grupy było odejście w 1981 r. Johna Coghlana. Przy perkusji zastąpił go Pete Kircher, z którym zespół nagrał następnie dwa albumy. W tym samym roku zakończyła się współpraca z Bobem Youngiem.
Mimo rezygnacji Coghlana zespół starał się kontynuować swą działalność. Jubileuszowy album 1+9+8+2 wydawał się potwierdzać, że Status Quo nadal cieszy się powodzeniem, zapewniając mu powrót na listy przebojów. Na jednym z koncertów pojawił się nawet książę Karol z księżną Dianą – coś, co dotychczas nie zdarzyło się w brytyjskiej rodzinie królewskiej .
Pod pozorami sukcesu kryły się jednak nieporozumienia, które wciąż nie zostały zażegnane, szczególnie między Alanem Lancasterem a resztą grupy. Rossi i Parfitt planowali pozbyć się go ze składu już w 1969. Sam Lancaster uważa, że główną przyczyną konfliktów nie było to, czyje utwory znajdą się na następnym albumie, tylko narkotyki. Sytuacja stała się naprawdę poważna w połowie lat 70. Członkowie zespołu wspominają, że czasem nałóg przynosił nieoczekiwanie pozytywne efekty, choćby w postaci utworu „Mystery Song” (który został napisany przez Parfitta po tym, jak Rossi dosypał mu amfetaminy do herbaty), jednak zazwyczaj skutki były wyłącznie destrukcyjne.
Niesnaski nasiliły się podczas nagrywania albumu z 1983 roku, Back to Back, zwłaszcza w odniesieniu do dwóch najważniejszych utworów, które później zostały wydane jako single. „Ol’ Rag Blues”, dzieło Lancastera, został nagrany w dwóch wersjach: jedna z jego własnym wokalem, w drugiej zaśpiewał Rossi. Wytwórnia płytowa zdecydowała się na tę drugą, co zirytowało Lancastera. Ponadto Lancaster nie znosił drugiego singla, skomponowanego przez Rossiego, „Marguerita Time”. Uważał, że jest zbyt lekki, popowy i nie pasuje do dotychczasowego repertuaru zespołu.
Mimo że grupa wciąż utrzymywała wysoką popularność, ciągłe konflikty wewnątrz uniemożliwiały dalsze jej funkcjonowanie. W lipcu 1984 r. zagrała koncert „End of the Road” w Milton Keynes Bowl, który zapowiedziano jako pożegnalny.

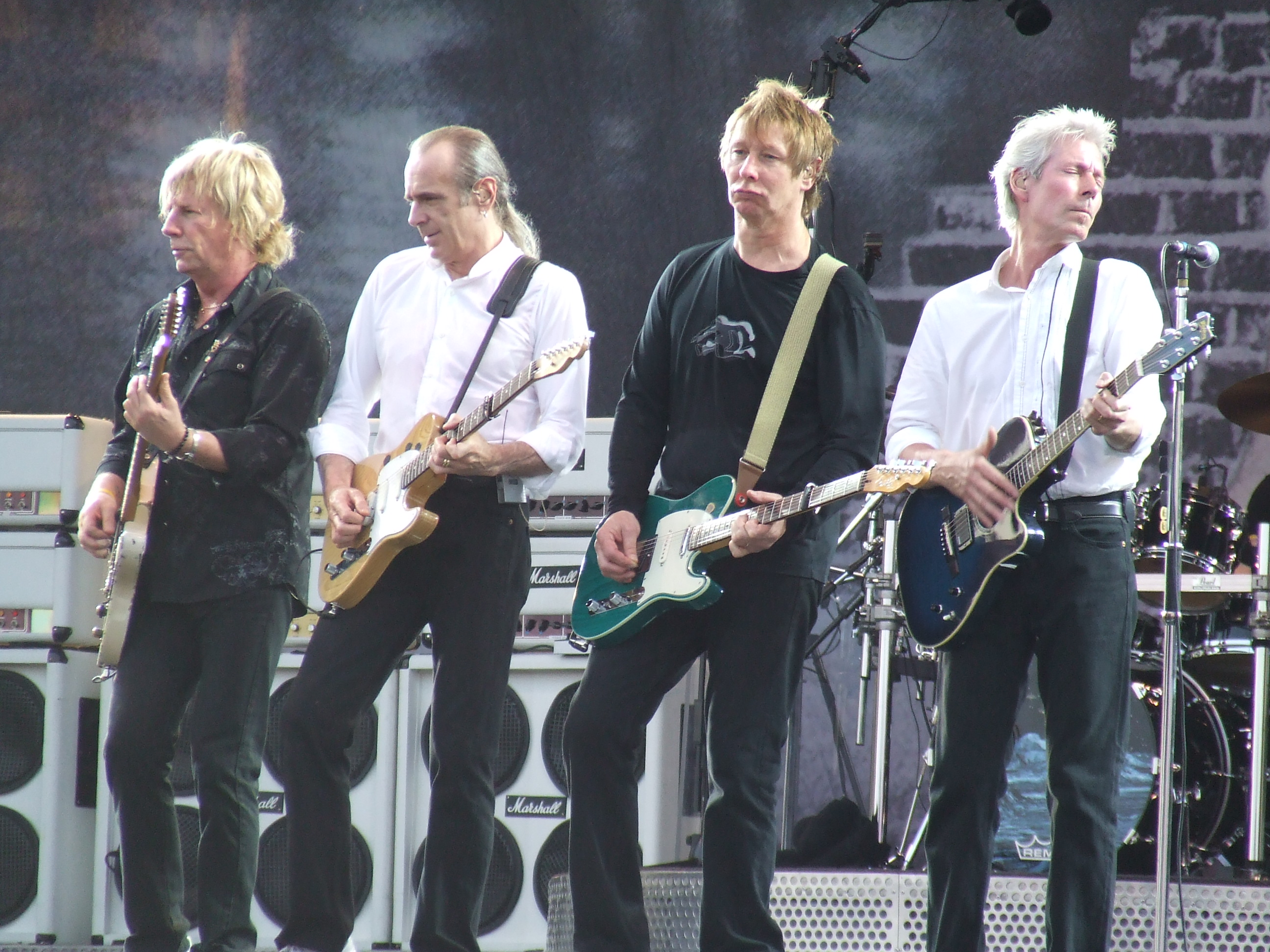
Status Quo podczas koncertu na Arrow Festival, 2006. Od lewej: Parfitt, Rossi, Edwards, Bown.

### Powrót w nowym składzie (1985–1999)
Chociaż w tym momencie zespół właściwie już nie istniał, na prośbę Boba Geldofa (początkowo odrzuconą) wystąpił jeszcze jeden raz na Live Aid w 1985 r. Koncert na stadionie Wembley, w którym udział wzięli również tacy wykonawcy, jak Queen, David Bowie, Paul McCartney, The Who czy Dire Straits, został rozpoczęty przez Status Quo, po raz ostatni z Lancasterem w składzie, stając się ich najbardziej znanym występem. Utwór „Rockin’ All Over the World”, zagrany jako pierwszy, został hymnem Live Aid.
W późniejszych wywiadach Rossi ujawnił, że po występie, w oczekiwaniu na ponowne wyjście na scenę, członkowie zespołu pili alkohol i przyjmowali narkotyki, a gdy w końcu pojawili się pod koniec wieczoru, by wraz z innymi artystami pozdrowić publiczność, znajdowali się w stanie kompletnego zamroczenia.
W 1985 r. Lancaster przeniósł się na stałe do Australii, gdzie dołączył do zespołu The Party Boys. Rossi nagrał dwa single wraz z Berniem Frostem, z którym współpracował już dawniej przy komponowaniu utworów. Parfitt również rozpoczął pracę nad solowym albumem, którego jednak nigdy nie dokończył (część powstałych wówczas utworów została później nagrana ponownie przez Status Quo i wydana na stronach B singli). Z Parfittem współpracowali wówczas: basista John „Rhino” Edwards oraz perkusista Jeff Rich, obaj z grupy Climax Blues Band.
Latem 1985, pod wpływem nacisków wytwórni płytowej oraz zachęt ze strony fanów, Rossi, Parfitt i Bown wraz z Edwardsem i Richem rozpoczęli prace nad nowym albumem. Lancaster, gdy się o tym dowiedział, natychmiast złożył wniosek o sądowy zakaz używania nazwy „Status Quo” na nowym albumie bez jego zgody. Powstrzymało to proces nagrywania na kilka miesięcy, ale ostatecznie wniosek został odrzucony przez brytyjski sąd cywilny w styczniu 1986.
Album In the Army Now został wydany latem 1986, zapisując się w historii muzyki głównie tytułowym singlem, który szybko zdobył czołowe pozycje list przebojów. Do singla powstał teledysk, ukazujący surowe warunki życia żołnierzy. Utwór stał się hymnem młodych obserwatorów rozpoczynającej się właśnie w Związku Radzieckim pieriestrojki. Kiedy latem 1988 Status Quo wybrał się w trasę koncertową po ZSRR, moskiewska publiczność odpłaciła mu się wysoką frekwencją i entuzjazmem, natomiast rosyjskie władze traktowały ich występ z wyjątkową podejrzliwością, sprawdzając najdrobniejsze elementy wyposażenia.
W kolejnych latach zespół muzycznie zbliżył się do popu, jednak regularnie ukazujące się wydawnictwa z nowym materiałem wciąż miały wysokie notowania – „Burning Bridges” zajął 5. miejsce w Wielkiej Brytanii w 1988, „Anniversary Waltz” (1990) – drugie miejsce, zaś nagrany jako hymn piłkarskiego klubu Manchester United „Come on You Reds” (1994) – pierwsze miejsce. W 1990 został wydany album kompilacyjny Rocking All Over the Years, stanowiący antologię zespołu. Sukces (2. miejsce w Wielkiej Brytanii) odniósł również album z coverami Don’t Stop, który ukazał się w 1996.
W 1991 zespół otrzymał nagrodę za swoje zasługi dla brytyjskiego przemysłu muzycznego podczas ceremonii Brit Awards. Wszyscy członkowie pojawili się na gali w stosownych do okoliczności smokingach, ale pozbyli się ich natychmiast po odebraniu nagrody, zostając w dżinsach, które nosili pod spodem.
W 1997 Rick Parfitt przeszedł zawał serca. Poddano go operacji, a trzy miesiące później wrócił do występów na scenie.

### Nowe stulecie (po 2000)
Perkusista Jeff Rich opuścił zespół w 2000, by móc spędzać więcej czasu ze swoją rodziną. Jego miejsce zajął Matt Letley. W 2001 również klawiszowiec Andy Bown został zmuszony do tymczasowego odejścia z powodów rodzinnych. Podczas koncertów zastępował go Paul Hirsh, występujący wcześniej z grupą Voyager.
W ciągu następnych kilku lat wydawany był zarówno nowy materiał, jak i kompilacje rzadkich utworów. Do współpracy zaproszono ponownie Boba Younga. Wydawnictwem szczególnie istotnym dla tego okresu był album Heavy Traffic z 2002, stanowiący powrót do muzycznego stylu zespołu z lat 1970. Spotkał się on z uznaniem fanów, czego odzwierciedleniem była późniejsza światowa trasa koncertowa.
W 2010 Francis Rossi i Rick Parfitt zostali odznaczeni tytułem oficera Orderu Imperium Brytyjskiego (OBE) za zasługi dla muzyki i działalność dobroczynną przez królową Elżbietę.
Na początku 2012, po 25 latach separacji i kłótni, zespół spotkał się w oryginalnym składzie (z Alanem Lancasterem i Johnem Coghlanem), by wziąć udział w kręceniu dokumentalnego filmu „Hello Quo!” w reżyserii Alana G. Parkera, opublikowanego 29 października 2012. Oprócz członków zespołu, w filmie wystąpili m.in.: Jeff Lynne, Brian May i Noddy Holder. Dokument wyjaśnia przyczyny rozstania grupy z Lancasterem i Coghlanem na początku lat 80.
W kwietniu tego samego roku Rossi, Parfitt i Bown wystąpili w kolejnym filmie, tym razem komedii zatytułowanej „Bula Quo!”. Akcja filmu rozgrywa się na wyspach Fidżi i opowiada historię zespołu uwikłanego w działalność lokalnej mafii. Ścieżka dźwiękowa filmu, nagrana przez Status Quo jako pierwszy tego typu album w ich karierze, została wydana w 2013 i zawiera, oprócz dziewięciu nowych kompozycji, także nowe wersje (studyjne lub koncertowe) starszych utworów.
W 2013 zespół zagrał serię koncertów w oryginalnym składzie (Rossi, Parfitt, Lancaster, Coghlan) z lat 70., znanym jako „Frantic Four” lub po prostu FF. Początkowo miała to być mini-trasa składająca się z zaledwie 5 występów, jednak duże zainteresowanie (wszystkie bilety sprzedano w 10 minut) spowodowało, że ogłoszono 4 dodatkowe koncerty w Manchesterze, Wolverhampton, Glasgow i w Londynie. Koncerty odbyły się w dniach 6–17 marca 2013. Rossi nie był zadowolony z trasy, a zwłaszcza z formy Lancastera i Coghlana, niemniej stwierdził, że być może nastąpią kolejne koncerty w tym składzie.
W maju 2013 nowym perkusistą został ogłoszony Leon Cave. Po śmierci w 2016 roku Ricka Parfitta nowym gitarzystą został Richie Malone.
W 2019 zespół wydał album „Backbone” – jest to pierwszy album bez gitarzysty Ricka Parfitta.

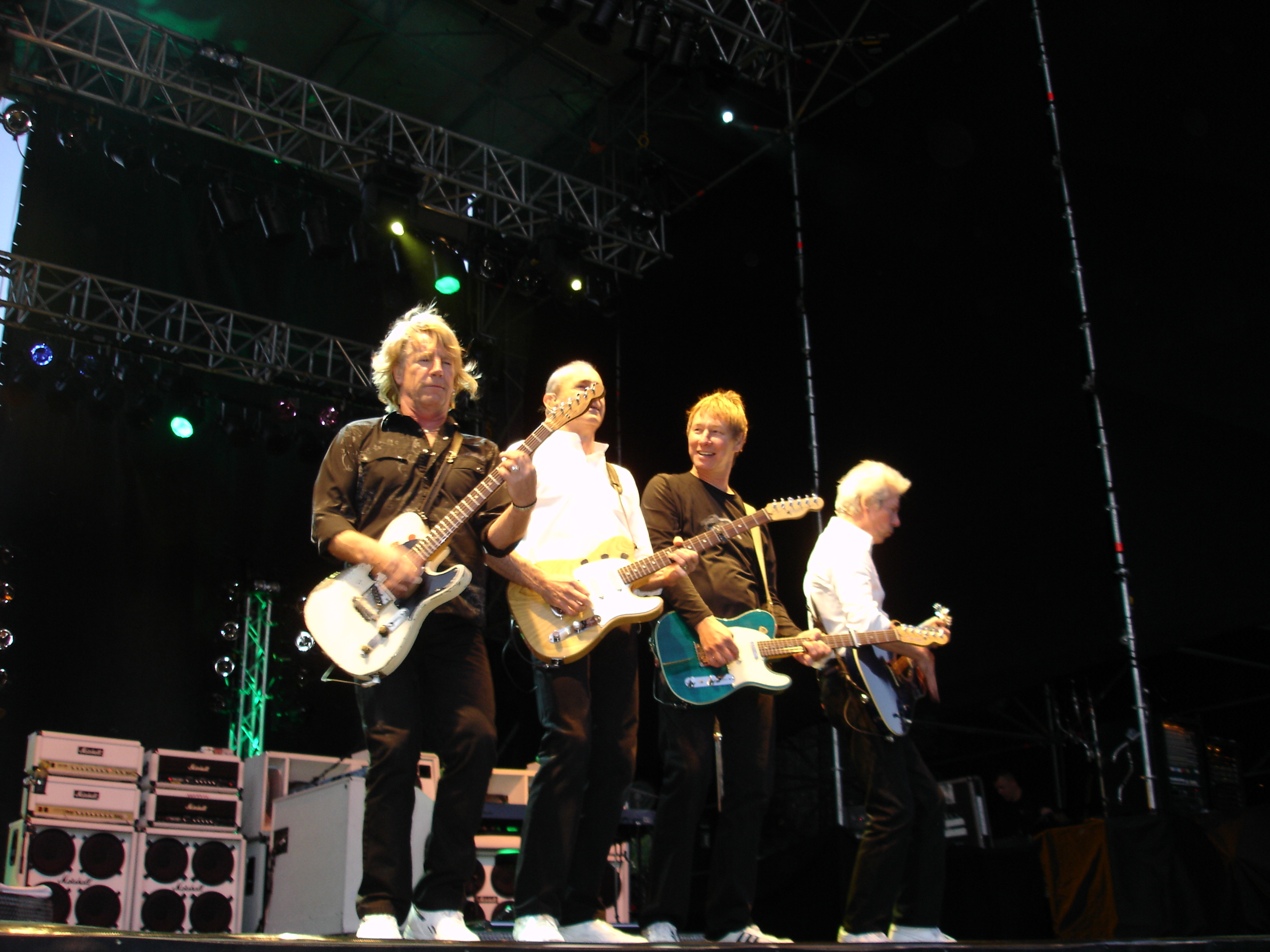
Status Quo w 2006

## Styl muzyczny
Zespół jest znany z utworów o prostej konstrukcji, posiadających metrum 4/4 i strukturę opartą na trzech akordach. Niemniej jednak kompozycje z wczesnego okresu kariery były bardziej złożone i zróżnicowane muzycznie, niż w przypadku większości innych grup popularnych w latach 60. Również w późniejszym okresie zespół od czasu do czasu nagrywał utwory zupełnie niepasujące do swojego charakterystycznego stylu, jak „Living on an Island” (1979) czy „Rock ’n’ Roll” (1980). Ten ostatni utwór, wydany w 1981 jako singel, wbrew tytułowi jest jednym z najmniej rockowych w repertuarze Status Quo.
Początki grupy wiążą się z bigbitem, a później z równie charakterystycznym dla lat 60. psychodelicznym rockiem i popem. Był to najbardziej innowacyjny okres w twórczości zespołu.
We wczesnych latach 70., po intensywnych poszukiwaniach, udało się wypracować charakterystyczną technikę łączenia dźwięków gitar Rossiego i Parfitta. Przy jej wykorzystaniu zespół z powodzeniem tworzył kompozycje z elementami hard rocka, boogie-woogie, rock and rolla, blues-rocka, a nawet disco (pod koniec dekady). Zaczęło się to w 1977 wraz z podjęciem współpracy z producentem Pipem Williamsem – od tej pory zespół starał się tworzyć bardziej chwytliwe utwory, by częściej były emitowane w radiu.
W latach 80. muzyka Status Quo zaczęła być kojarzona z pop rockiem, głównie za sprawą coraz intensywniej wykorzystywanych syntezatorów. Z początkiem nowego tysiąclecia zespół skierował się jednak ponownie ku swojej stylistyce z lat 70.
W przeciwieństwie do wielu podobnych zespołów, Status Quo postawił na prostotę, bezpośredniość i luźne podejście do muzyki, której głównym celem było zabawianie publiczności. Teksty utworów rzadko zawierają treści polityczne, społeczne czy ideologiczne, typowe za to są dla nich elementy ironii, sarkazmu, prowokacji, nierzadko też stanowią po prostu jawny nonsens. Od przekazu ważniejsze są dźwięki, zaś słowa często dobierane są przede wszystkim w taki sposób, by wzmacniały melodię.
Z wymienionych wyżej powodów zespół często był krytykowany, jednak stworzony przez niego szczególny styl wyraźnie wyróżniał Status Quo na tle innych grup, pozwalając mu przetrwać szybko zmieniające się epoki muzyczne i mody .
Twórczość Status Quo miała wpływ na kilka pokoleń rockowych artystów. Wśród nich znaleźli się m.in.: AC/DC, Big Country, Bon Jovi, Coldplay, Europe, Peter Green, Groove Armada, Kaiser Chiefs, Metallica , Muse , Oasis, The Rasmus. W wywiadzie dla brytyjskiego magazynu Classic Rock Lars Ulrich z Metalliki ujawnił, że inspirował się muzyką Status Quo i często bywał na ich koncertach.

## Relacje z krytykami
Relacje zespołu z krytykami muzycznymi były zwykle dalekie od ideału. Wyjątek stanowiły lata 60., kiedy zespół utożsamiany był z awangardą modnej wówczas psychodelii i dużo eksperymentował z muzyką.

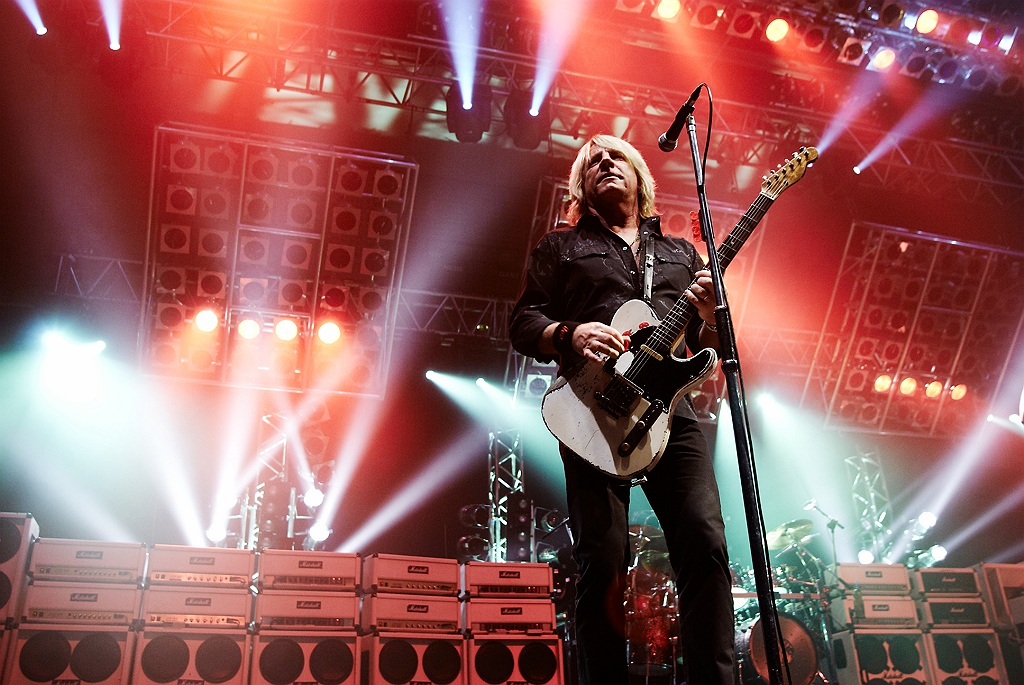
Status Quo na Classic Rock Festival, Hamburg 2007. Na zdjęciu Rick Parfitt

Sytuacja zmieniła się diametralnie po zmianie gatunku na hard rock. W latach 1970–1972 prasa brytyjska ostentacyjnie ignorowała tę nagłą transformację w zespole, a kiedy rosnąca popularność Status Quo sprawiła, że media ponownie nawiązały z nim współpracę, Francis Rossi zrewanżował się krytykom ostrymi słowami w wywiadzie, udzielonym w kwietniu 1973 magazynowi New Musical Express.
Nawet ogromne wsparcie ze strony fanów nie mogło powstrzymać fali krytyki ze strony ekspertów (szczególnie w Anglii), którzy nieustannie wyrażali swoją pogardę dla zespołu za bezpośredniość jego muzyki. Równocześnie jednak chwalona była w niej autentyczność i klarowność.

## Charakterystyka koncertów
W karierze zespołu występy na żywo zajmowały zawsze szczególne miejsce. Przez 50 lat aktywności odbyło się ponad 6000 koncertów, dzięki którym grupa zdobyła liczną i lojalną publiczność.
Koncerty trwają zwykle około dwóch godzin i stanowią mieszankę hard rocka i boogie rocka, charakteryzują się rytmem, energią i dynamizmem, a także ironią, prowokacją i humorem, ze sporą ilością miejsca na improwizację i udział publiczności.
W 2005 zespół otrzymał nagrodę UK Festival Award za najlepszy występ roku na festiwalu rockowym w Wielkiej Brytanii. W 2008 brytyjskie stowarzyszenie PRS wyróżniło Status Quo pierwszym miejscem na liście najbardziej udanych tras koncertowych, tuż przed grupami Take That i Kaiser Chiefs.

## Rekordy i osiągnięcia
- Sprzedane albumy i single – 120 milionów[2][88]
- Status Quo jest jedynym zespołem, którego single trafiały na listę Top 20 w Wielkiej Brytanii przez pięć kolejnych dekad (od lat 60. XX w. do końca stulecia)[50]
- Od 1968 na brytyjskie listy przebojów trafiło 67 utworów Status Quo – więcej niż jakiegokolwiek innego zespołu[9]
- Drugie miejsce (po The Rolling Stones) pod względem albumów w brytyjskich notowaniach – ponad 30[89]
- Największa liczba występów w programie „Top of the Pops” – 106 występów od 1968 r.[90]
- Pierwszy zespół rockowy w którego koncercie wzięli udział członkowie brytyjskiej rodziny królewskiej (książę Karol i Lady Diana w National Exhibition Centre w Birmingham, 14 maja 1982)[29]

- 21 września 1991 zespół zagrał cztery koncerty w 4 różnych miastach (Sheffield, Glasgow, Birmingham, Wembley) w ciągu 11 godzin i 11 minut[91]
- Niektóre z nagród otrzymane przez Status Quo: Brit Awards w 1991 (za wkład w rozwój brytyjskiego przemysłu muzycznego), World Music Awards w 1991 (za ponad 100 mln sprzedanych albumów i singli), Silver Clef Award w 1981 (za zasługi dla muzyki)[92]

## Skład

### Aktualni członkowie
- Francis Rossi – śpiew, gitara prowadząca (od 1962)
- Richie Malone – gitara rytmiczna, śpiew (od 2016)
- Andy Bown – instrumenty klawiszowe, śpiew (od 1973)
- John „Rhino” Edwards – gitara basowa, śpiew (od 1986)
- Leon Cave – perkusja (od 2013)

### Byli członkowie
- Rick Parfitt – gitara rytmiczna, śpiew (1967–2016)
- Barry Smith – perkusja (1962–1963)
- Jess Jaworski – instrumenty klawiszowe (1962–1963)
- Alan Lancaster – gitara basowa, śpiew (1962–1985)
- John Coghlan – perkusja (1963–1981)
- Roy Lynes – instrumenty klawiszowe (1965–1971)
- Pete Kircher – perkusja (1982–1985)
- Jeff Rich – perkusja (1986–2000)
- Matt Letley – perkusja (2000–2013)

W latach 70. de facto piątym, choć nieoficjalnym członkiem zespołu był Bob Young, współautor wielu utworów, grający także na harmonijce ustnej podczas koncertów. Od 2001 Young ponownie jest związany z zespołem .

## Dyskografia

### Albumy studyjne
| - 1968 Picturesque Matchstickable Messages - 1969 Spare Parts - 1970 Ma Kelly’s Greasy Spoon - 1971 Dog of Two Head - 1972 Piledriver - 1973 Hello! - 1974 Quo - 1975 On the Level - 1976 Blue for You - 1977 Rockin’ All Over the World - 1978 If You Can’t Stand the Heat - 1979 Whatever You Want - 1980 Just Supposin’ - 1981 Never Too Late - 1982 1+9+8+2 | - 1983 Back to Back - 1986 In the Army Now - 1988 Ain’t Complaining - 1989 Perfect Remedy - 1991 Rock ’Til You Drop - 1994 Thirsty Work - 1996 Don’t Stop - 1999 Under the Influence - 2000 Famous in the Last Century - 2002 Heavy Traffic - 2003 Riffs - 2005 The Party Ain’t Over Yet - 2007 In Search of the Fourth Chord - 2011 Quid Pro Quo - 2013 Bula Quo! - 2014 Aquostic (Stripped Bare) - 2019 Backbone |

### Albumy koncertowe
- 1977 Live!
- 1983 Live At The N.E.C.
- 1992 Live Alive Quo

### Kompilacje
- 1980 12 Gold Bars
- 1984 12 Gold Bars Vol. 2
- 1990 Rocking All Over the Years
- 1997 Whatever You Want – The Very Best of Status Quo
- 2004 XS All Areas – The Greatest Hits
- 2008 Pictures – 40 Years of Hits

### Encyklopedie
- Tony Jasper, Derek Oliver: The International Encyclopedia of Hard Rock & Heavy Metal 1960–1969. Nowy Jork: Facts on File, 1985. ISBN 978-0-8160-1100-1. (ang.).
- Dafydd Rees, Luke Crampton: Rock Movers & Shakers. Londyn: ABC-CLIO, 1991. ISBN 978-0-87436-661-7. (ang.).
- Pete Prown, Harvey P. Newquist, Jon F. Eiche: Legends of Rock Guitar: the Essential Reference of Rock’s Greatest Guitarists. Milwaukee: Hal Leonard Corporation, 1997. ISBN 978-0-7935-4042-6. (ang.).
- M.C. Strong: The Great Rock Discography. Florencja: Giunti editore, 1998. ISBN 978-88-09-21522-1. (ang.).
- Gary Graff, Daniel Durchholz: Rock & Roll’s Most Wanted: The Top 10 Book of Lame Lyrics, Eregious Egos, and Other Oddities. Detroit: Schirmer Trade Books, 1999. ISBN 978-0-8256-7256-9. (ang.).
- Holly George-Warren, Patricia Romanowski, Jon Pareles: The Rolling Stone Encyclopedia of Rock & Roll. Nowy Jork: Fireside, 2001. ISBN 978-0-7432-0120-9. (ang.).
- Colin Larkin: The Virgin Encyclopedia of 70s Music. Londyn: Virgin, 2002. ISBN 978-1-85227-947-9. (ang.).
- Stuart Shea: MusicHound Rock: the Essential Album Guide. Waszyngton: Brassey’s, 2002. ISBN 978-1-57488-477-7. (ang.).
- Terry Rawlings, Andrew Neill, Chris Charlesworth: Then, Now and Rare British Beat 1960–1969. Londyn: Omnibus Press, 2002. ISBN 978-0-7119-9094-4. (ang.).
- Peter Buckley: The Rough Guide to Rock. Londyn: Rough Guides, 2003. ISBN 978-1-84353-105-0. (ang.).
- Federico Guglielmi, Cesare Rizzi: Grande Enciclopedia Rock. Florencja: Giunti editore, 2002. ISBN 88-09-02852-X. (wł.).
- Cesare Rizzi: Enciclopedia della Musica Rock 1970–1979. Florencja: Giunti editore, 1996. ISBN 978-88-09-21523-8. (wł.).
- Guido Michelone: Imagine: il Rock-film tra Nuovo Cinema e Musica Giovanile. Turyn: Effatà Editrice, 2003. ISBN 978-88-7402-048-5. (wł.).
- Gianluca Testani, Mauro Eufrosini: Enciclopedia del Rock. T. 9. Rzym: Gruppo editoriale L’espresso, 2005. (wł.).
- Alessandro Bonini, Emanuele Tamagnini: I Classici del Rock: i Protagonisti Che Hanno Contribuito a Rendere Immortale il Rock. Rzym: Gremese editore, 2005. ISBN 978-88-8440-363-6. (wł.).
- Antonio Méndez: Guía del Pop y el Rock 80 y 90: Aloha Poprock. Madryt: Editorial Visión Libros, 2001. ISBN 978-84-9821-239-6. (hiszp.).

### Monografie
- Peppe Videtti: Superstar – Status Quo. Rzym: Armando Curcio editore, 1982. (wł.).
- Tom Hibbert: Status Quo. Londyn: Omnibus Press, 1982. ISBN 0-86001-957-8. (ang.). Brak numerów stron w książce
- Philippe Duponteil, Philippe Robin: Status Quo: La Route Sans Fin. Londyn: Omnibus Press, 1982. ISBN 2-910196-42-9. (fr.). Brak numerów stron w książce
- Neil Jeffries: Rockin’ All Over the World. Londyn: Proteus Books, 1985. ISBN 0-86276-272-3. (ang.).
- John Shearlaw: The Authorized Biography – The 25th Anniversary Edition. Londyn: Sidgwick & Jackson, 1986. ISBN 0-283-99401-0. (ang.). Brak numerów stron w książce
- Bob Young: Quotographs – Celebrating 30 Years of Status Quo. Londyn: IMP – International Music Publications Limited, 1996. ISBN 1-85909-291-8. (ang.). Brak numerów stron w książce
- David Oxley: Rockers Rollin’ – The Story of Status Quo. Lockerbie: ST Publishing, 2000. ISBN 1-898927-80-4. (ang.).
- David Oxley: Rockers Rollin’ – Quo in Time 1972-2000 (książeczka dołączona do boksu). Londyn: Universal Records, 2001. (ang.).

### Autobiografie
- Francis Rossi, Rick Parfitt: Just for the Record – The Autobiography of Status Quo. Cindy Blake (red.). Londyn: Bantam Press, 1993. ISBN 0-593-03546-1. (ang.).
- Francis Rossi, Rick Parfitt: XS ALL AREAS – The Status Quo Autobiography. Mick Wall (red.). Londyn: Sidgwick & Jackson, 2004. ISBN 978-0-283-07375-5. (ang.).
- Francis Rossi, Rick Parfitt, Bob Young: Status Quo: The Official 40th Anniversary Edition. Londyn: Cassell Illustrated, 2006. ISBN 978-1-84403-562-5. (ang.). Brak numerów stron w książce

### Czasopisma
- One of the World’s Great Rock’n’Roll Bands. „Billboard Magazine”, 1976-04-03.brak numeru strony
- „Mirror”, maj 1974.brak numeru strony
- Nick Krewen. Three Decades of Preserving the Status Quo. „Toronto Star”, s. H.6, 1997-03-20.
- „Classic Rock”, s. 68, styczeń 2002.
- „The Sun”, 1991-02-11.brak numeru strony
- Richard Buskin. Status Quo: ‘Rockin’ All Over The World’. „Sound On Sound”, styczeń 2009. [dostęp 2013-09-28]. (ang.).
- Filippo Casaccia. Il Boogie Rock degli Status Quo. „Rolling Stone”, październik 2007. (wł.).
- „Classic Rock”, październik 2003.brak numeru strony
- Kaiser Chiefs Round Off Shockwaves NME Awards Shows. „New Musical Express”, 2007-10-28.brak numeru strony
- Ben Myers. 20 Things You Didn’t Know About Muse. „Kerrang!”, 2006-07-29.
- wywiad z Lauri Ylönenem i Pauli Rantasalmim. „Suosikki Magazine”, czerwiec 2006.brak numeru strony
- Gareth Thomas. Mantaining the Status Quo. „M Magazine”, s. 22–25, 2004. (ang.).